# Список стран Европы по минимальному размеру оплаты труда
В этом списке представлена информация о минимальном размере оплаты труда (брутто) в странах Европы.
Данные представлены на основе сорокачасовой рабочей недели и 52-х недель в год, за исключением Франции (35 часов), Сан-Марино (37,5 часов), Бельгии (38 часов), Великобритании (38,1 часов), Ирландии (39 часов), Монако (39 часов) и Германии (39,1 часов). В большинстве стран минимальный размер оплаты труда фиксируется в расчёте на месяц, но есть страны, где минимальная оплата труда фиксируется недельной или почасовой ставкой.
Европейские страны по минимальному размеру оплаты труда (брутто)
Страны, обозначенные на карте синим цветом, имеют минимальный размер оплаты труда — в диапазоне от €1000 и выше, оранжевым — от €500 до €1000 евро, красным — ниже €500. Страны, обозначенные на карте фиолетовым цветом, не имеют минимального размера оплаты труда.
Европейские страны по минимальному размеру оплаты труда (нетто)
Страны обозначенные на карте синем цветом имеют минимального размера оплаты труда — в диапазоне от €1000 и выше, оранжевым — от €500 до €1000 евро, красным — ниже €500. Страны обозначенные на карте фиолетовым цветом не имеют минимального размера оплаты труда.

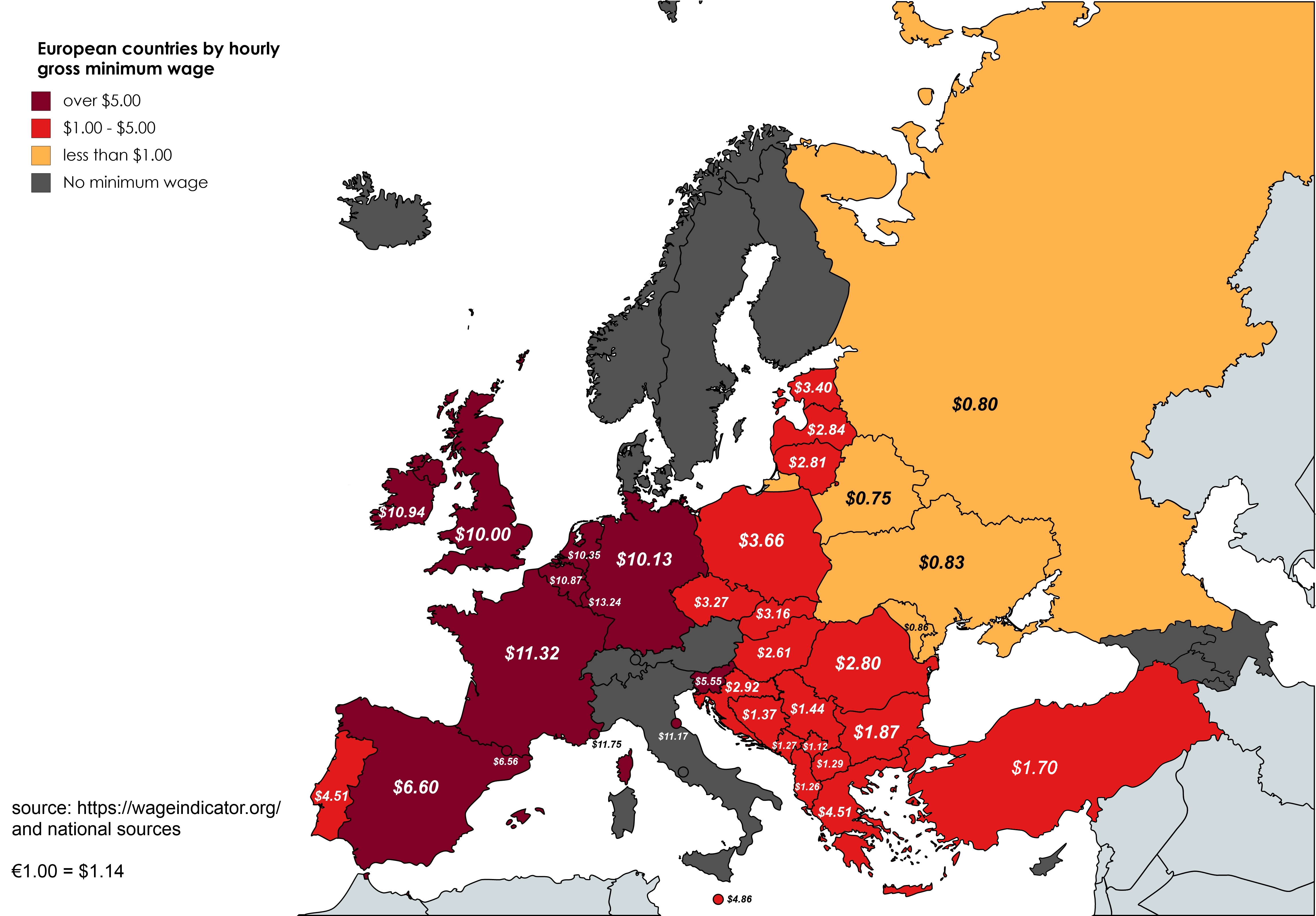
Европейские страны с почасовой минимальной заработной платой в 2018 году (доллар США)

## Минимальный размер оплаты труда по европейским странам
| Страна                                                | Минимальный размер оплаты труда в месяц (Евро) | Минимальный размер оплаты труда в месяц (Евро) (нетто) | Минимальный размер оплаты труда в месяц в национальной валюте | Почасовая ставка                                                                            | Почасовая ставка (USD)                                   | Обменный курс | Год             |
| ----------------------------------------------------- | --- | ------------------------------------------------------ | --- | ------------------------------------------------------------------------------------------- | -------------------------------------------------------- | ------------- | --------------- |
| Foo                                                   | | 10                                                     | 10 | 10-10-2000                                                                                  |                                                          |               |                 |
| Албания                                               | 385,61 | 342,42                                                 | 40 000 леков, 35 520 леков | 195 леков                                                                                   | 1,82                                                     | 103,80        | 1 апреля 2023   |
| Андорра                                               | 1376,27 |                                                        | €1376,27 | €7,94                                                                                       | 8,69                                                     | 1             | 1 января 2024   |
| Белоруссия                                            | 215,35 | 187,35                                                 | 726 рубля, 631,62 рублей (нетто) | 3,9 рублей                                                                                  | 1,19                                                     | 3,6246        | 1 января 2025   |
| Бельгия                                               | 1593,81 | 1126,45                                                | €1593,81 | €9,49                                                                                       | 11,61                                                    | 1             | 1 сентября 2018 |
| Босния и Герцеговина (Федерация Боснии и Герцеговины) | 798,21 | 511,02                                                 | 1562 марок, 1000 марок (нетто) | 2,31 марок (нетто)                                                                          | 1,42                                                     | 1,62          | 1 января 2025   |
| Босния и Герцеговина (Республика Сербская)            | 692,09 | 463,35                                                 | 1344,26 марок, 900 марок (нетто) | 8,4 марок                                                                                   | 4,71                                                     | 1,96          | 1 января 2024   |
| Болгария                                              | 550,68 | 427,32                                                 | 1077 левов, 835,74 левов (нетто) | 6,49 левов                                                                                  | 3,43                                                     | 1,96          | 1 января 2025   |
| Хорватия                                              | 970 | 750                                                    | €970 | €5                                                                                          | 5,51                                                     | 1             | 1 января 2025   |
| Чехия                                                 | 826,29 | 708,58                                                 | 20 800 крон, 17 837 крон (нетто) | 124,40 крон                                                                                 | 5,08                                                     | 25,08         | 1 января 2025   |
| Эстония                                               | 886 | 810,08                                                 | €886 (минимальный размер оплаты труда фиксируется почасовой ставкой и ежемесячной) | €5,31                                                                                       | 5,45                                                     | 1             | 1 января 2025   |
| Франция                                               | 1766,92 | 1398,69                                                | €1766,92 (минимальный размер оплаты труда фиксируется почасовой ставкой) | €11,65                                                                                      | 12,62                                                    | 1             | 1 января 2024   |
| Германия                                              | 1584 | 1267                                                   | €1584 (минимальный размер оплаты труда фиксируется почасовой ставкой) | €9,35                                                                                       | 10,44                                                    | 1             | 1 января 2020   |
| Греция                                                | 758,33 | 636,72 (546 в 14 платежей)                             | €758,33 (€650 в 14 платежей) | €3,94                                                                                       | 4,82                                                     | 1             | 1 января 2019   |
| Венгрия                                               | 702,59 (842,78 для квалифицированных специалистов) | 467,32 (560,53 для квалифицированных специалистов)     | 290 800 (348 800 для квалифицированных специалистов) форинтов, 193 382 (231 952 для квалифицированных специалистов) форинтов (нетто) | 1 672 (2 005 для квалифицированных специалистов) форинтов                                   | 4,14 (4,97 для квалифицированных специалистов)           | 413,39        | 1 января 2025   |
| Ирландия                                              | 1708,33 | 1574,38                                                | €1708,33 (минимальный размер оплаты труда фиксируется почасовой ставкой) | €10,10                                                                                      | 11,15                                                    | 1             | 1 февраля 2020  |
| Латвия                                                | 740 | 623,46                                                 | €740 | €4,4                                                                                        | 4,51                                                     | 1             | 1 января 2025   |
| Литва                                                 | 1038 | 777,39                                                 | €1038 | €6,35                                                                                       | 6,51                                                     | 1             | 1 января 2025   |
| Люксембург                                            | 2141,99 | 1807                                                   | €2141,99 | €12,38                                                                                      | 13,67                                                    | 1             | 1 января 2020   |
| Северная Македония                                    | 542,12 | 366,81                                                 | 33 352 денаров, 22 567 денаров (нетто), | 96,2 денаров                                                                                | 1,88                                                     | 61,32         | 1 апреля 2024   |
| Мальта                                                | 777,1 | 673                                                    | €771,1 (минимальный размер оплаты труда фиксируется еженедельной ставкой) | €4,24                                                                                       | 5,19                                                     | 1             | 1 января 2020   |
| Молдова                                               | 290,46 | 211,45                                                 | 5500 леев, 4004 леев (нетто) | 20,71 леев                                                                                  | 1,12                                                     | 20,51         | 1 января 2025   |
| Монако                                                | 1695,07 | 1695,07                                                | €1695,07 (в Монако нет подоходного налога) | €10,03                                                                                      | 12,54                                                    | 1             | 1 января 2019   |
| Черногория                                            | 567,54 | 450                                                    | €567,54 | €1,6                                                                                        | 1,36                                                     | 1             | 1 января 2022   |
| Нидерланды                                            | 1653,60 | 1523                                                   | €1653,60 (для лиц старше 21 года) | €9,54 (для лиц старше 21 года)                                                              | 10,54                                                    | 1             | 1 января 2020   |
| Польша                                                | 1091,02 | 820,92                                                 | 4666 злотых, 3510,92 злотых (нетто) | 30,50 злотых                                                                                | 7,33                                                     | 4,27          | 1 января 2025   |
| Португалия                                            | 956,7 | 819,93 (702,80 в 14 платежей)                          | €956,7 (€820,0 в 14 платежей) | €5,98                                                                                       | 6,54                                                     | 1             | 1 января 2024   |
| Румыния                                               | 814,22 | 517,48                                                 | 4050 леев, 2574 леев (нетто) | 24,496 леев                                                                                 | 5,04                                                     | 4,97          | 1 января 2025   |
| Сан-Марино                                            | 1531,8 |                                                        | €1531,80 | €9,2                                                                                        | 11,91                                                    | 1             | 1 января 2015   |
| Сербия                                                | от 566,06 до 656,17 | от 421,10 до 484,26                                    | В зависимости от месяца от 66 244,94 динар до 76 789,82 динар, от 49 280,00 до 56 672,00 динар (нетто) | 308,00 динар (нетто)                                                                        | 2,70 (нетто)                                             | 117,09        | 1 января 2025   |
| Словакия                                              | 816 | 663,50                                                 | €816 | €4,69                                                                                       | 4,81                                                     | 1             | 1 января 2025   |
| Словения                                              | 1277,72 | 929                                                    | €1277,72 | €7,2                                                                                        | 7,82                                                     | 1             | 1 января 2025   |
| Испания                                               | 1323 | 1086                                                   | €1323 (€1134 в 14 платежей) | €8,27                                                                                       | 8,34                                                     | 1             | 1 января 2024   |
| Швейцария (Кантон Невшатель и Кантон Юра)             | Нет. Но в кантонах Невшатель и Юра (18,53 в час или около 3335,21 в месяц), в кантоне Женева (21,30 в час или 3785,47 в месяц) и с 1 января 2021 года в кантоне Тичино (18,29 в час или около 3241,40 в месяц). | Нет.                                                   | Нет. Но МРОТ введён с 2017 года в кантонах Невшатель и Юра (20 франков в час или около 3600 франков в месяц), с 1 ноября 2020 года в кантоне Женева (23 франка в час или 4086 франков в месяц) и с 1 января 2021 года в кантоне Тичино (19,75 франков в час или около 3500 франков в месяц). | 23 франка (кантон Женева) 20 франка (кантоны Невшатель и Юра) 19,75 франков (кантон Тичино) | $25,25 (Женева) $21,96 (Невшатель и Юра) $21,68 (Тичино) | 1,13          | 4 августа 2017  |
| Украина                                               | 173,59 | 139,74                                                 | 7100 гривен, 5715,50 гривен (нетто) | 39,12 гривен                                                                                | 1,43                                                     | 40,90         | 1 января 2024   |
| Великобритания                                        | 1575,23 | 1419,06                                                | £1334,13 (минимальный размер оплаты труда фиксируется почасовой ставкой) | (£8,21 — для лиц старше 25 лет)                                                             | 10,71                                                    | 0,87          | 1 апреля 2019   |

## Минимальный размер оплаты труда в Европе (другие страны)
В этом списке приведены страны расположенные в основном в Азии но имеющие небольшие территории в Европе или из-за политических, исторических и культурных причин считающиеся европейскими странами.
| Страна          | Минимальный размер оплаты труда в месяц (Евро) | Минимальный размер оплаты труда в месяц (Евро) (нетто) | Минимальный размер оплаты труда в месяц в национальной валюте | Почасовая ставка | Почасовая ставка (USD) | Обменный курс | Год           |
| --------------- | ---------------------------------------------- | ------------------------------------------------------ | ------------------------------------------------------------- | ---------------- | ---------------------- | ------------- | ------------- |
| Foo             |                                                | 10                                                     | 10                                                            | 10-10-2000       |                        |               |               |
| Азербайджан     | 156,61                                         | 134,68                                                 | 300 манатов                                                   | 1,73 манат       | 1,02                   | 1,92          | 1 января 2022 |
| Армения         | 176                                            | 176                                                    | 75000 драмов                                                  | 435 драмов       | 0,96                   | 425           | 1 января 2022 |
| Грузия          | 200                                            | 5,74                                                   | 20 лари                                                       | 0,12 лари        | 0,04                   | 3,5           | 1 апреля 2016 |
| Казахстан       | 106,59                                         | 93,62                                                  | 60000 тенге, 52697 тенге (нетто)                              | 329,35 тенге     | 0,75                   | 562,87        | 11 марта 2022 |
| Республика Кипр | 1000 (первые шесть месяцев работы 900)         | 890,50 (первые шесть месяцев работы 801,45)            | €1000 (первые шесть месяцев работы €900)                      | €6,25            | 6,84                   | 1             | 1 января 2024 |
| Россия          | 197,01                                         | 171,40                                                 | 22440 рублей, 19522,8 рублей (нетто)                          | 120,3 рублей     | 1,35                   | 98,46         | 1 января 2025 |
| Турция          | 713,20                                         | 606,22                                                 | 26005,50 лир, 22104,67 (нетто)                                | 111,13 лир       | 3,74                   | 32,75         | 1 января 2025 |

## Минимальный размер оплаты труда в Европе (частично признанные государства)
В этом списке представлена информация о минимальном размере оплате труда в частично признанных государствах Европы.
| Страна            | Минимальный размер оплаты труда в месяц (Евро) | Минимальный размер оплаты труда в месяц (Евро) (нетто) | Минимальный размер оплаты труда в месяц в национальной валюте | Почасовая ставка | Почасовая ставка (USD) | Обменный курс | Год            |
| ----------------- | ---------------------------------------------- | ------------------------------------------------------ | ------------------------------------------------------------- | ---------------- | ---------------------- | ------------- | -------------- |
| Foo               |                                                | 10                                                     | 10                                                            | 10-10-2000       |                        |               |                |
| Республика Косово | 264                                            | 250                                                    | €264                                                          | €1,5             | 1,44                   | 1             | 14 апреля 2022 |

## Страны Европы, не имеющие установленного минимального размера оплаты труда
- Австрия[7]
- Дания
- Финляндия[7]
- Исландия[7]
- Италия[7]
- Лихтенштейн[7]
- Норвегия[7]
- Швеция[7]
- Швейцария[7] (Кроме кантонов Женева, Невшатель, Тичино и Юра)

## Для сравнения
| Страна | Минимальный размер оплаты труда в месяц (Евро) | Минимальный размер оплаты труда в месяц в национальной валюте | Почасовая ставка    | Почасовая ставка (USD) | Почасовая ставка (EUR) | Обменный курс | Год          |
| ------ | ---------------------------------------------- | ------------------------------------------------------------- | ------------------- | ---------------------- | ---------------------- | ------------- | ------------ |
| Foo    |                                                | 10                                                            | 10                  | 10-10-2000             |                        |               |              |
| США    | 1100                                           | $1256 (40-часовая рабочая неделя)                             | $7,25 (федеральная) | $7,25                  | €6,36                  | 1,14          | 24 июля 2009 |